# Definição tradicional de conhecimento
A definição tradicional ou clássica ou tripartite de conhecimento surgiu com Platão, principalmente em seu diálogo Teeteto. Essa definição percorreu toda a história da filosofia, só tendo sido relevantemente colocada em questão pelo assim chamado problema de Gettier em 1963.
Segundo a definição tradicional o conhecimento é crença verdadeira justificada. Isso parece intuitivo: uma pessoa A realmente sabe uma proposição p se: (i) p for uma proposição verdadeira. (Afinal, não podemos saber algo que é falso, como que a terra é plana); (ii) se A acreditar que p é uma proposição verdadeira. (Não faz sentido dizer: "sei que a terra é redonda, mas não acredito nisso"); (iii) se A tiver uma justificação para a verdade de sua crença (por exemplo: "Sei que a terra é redonda por causa das fotos tiradas por satélites").
Embora cada uma das condições pertencentes à definição tradicional já tenham sido objetada, essas objeções nunca chegaram a ser convincentes. A objeção à definição de conhecimento que foi realmente eficaz e que moveu a comunidade filosófica foi a de Edmund Gettier (1963). Ela constitui-se de exemplos nos quais as três condições da definição tradicional são satisfeitas, mesmo assim não havendo conhecimento. Um contraexemplo do tipo Gettier: uma pessoa liga a televisão a tempo de ver o final do campeonato brasileiro de futebol. Ela vê o Flamengo vencer. É verdade, o Flamengo acabou de vencer o campeonato deste ano. Ela acredita nisso. E ela possui uma justificação razoável. Pela definição tradicional a pessoa sabe que o Flamengo venceu o campeonato, mas a verdade é que ela não sabe. O canal que ela ligou não era o que estava passando o jogo atual do Flamengo, mas a final do jogo do campeonato brasileiro do ano passado, o qual também foi ganho pelo Flamengo.
O problema fundamental com esse e com outros exemplos do tipo Gettier é que a justificação apresentada por A não tem nada a ver com aquilo que torna a proposição p verdadeira. Defensores da definição tradicional de conhecimento procuraram então meios de associar a justificação com a verdade da proposição.
Uma primeira tentativa nesse sentido foi feita por R. F. Almeder. Segundo esse autor a justificação adequada deve acarretar (entail) a verdade de p. Cedo foi percebido que essa tentativa era inadequada, uma vez que ela torna impossível a justificação de nosso conhecimento empírico. Nesse conhecimento as justificações são geralmente indutivas e não tem a força de acarretar (de garantir) a verdade de p.
Uma alternativa muito mais eficaz em defesa da definição tradicional foi sugerida em 1991 por Robert Fogelin. De acordo com esse autor há sempre um avaliador da pretensão de conhecimento de A (que pode ser ele mesmo em um momento anterior), que sabe mais do que A e assim percebe que a justificação por ele fornecida é inadequada. Por exemplo, uma pessoa sabe que A tinha ligado o canal errado da televisão, que passava apenas um play-back da final do ano anterior. Essa pessoa poderá afirmar que A não sabe que p por perceber que a sua justificação não é suficiente para tornar a proposição p verdadeira. A definição tradicional pode assim ser complementada como: A sabe que p = (i) p é verdadeira; (ii) A acredita que p seja verdadeira; (iii) A possui uma justificação para p; (iv) a justificação apresentada por A estabelece a verdade de p para quem avalia a pretensão de conhecimento de a.
A sugestão de Fogelin pode ser precisada. A justificação apresentada por A deve poder ser considerada pelo avaliador da pretensão de conhecimento como sendo suficiente para tornar a proposição p verdadeira; além disso ela será dependente do tempo em que a avaliação for feita, posto que aquilo que o avaliador considera suficiente pode variar. Seja como for, a espécie de refinamento proposta por Fogelin pode ser entendida como uma interpretação da definição tradicional de conhecimento na qual o conceito de justificação é entendido de maneira mais forte do que a de Gettier e mais fraca do que a de Almeder, o que em princípio salva a definição tradicional do problema de Gettier.